# Trofeo Mundial de Rugby Juvenil 2008
El Trofeo Mundial de Rugby Juvenil 2008 fue la primera edición del torneo que organizó la IRB (hoy World Rugby). Se disputó en abril en Santiago de Chile y a la final clasificaron las dos selecciones sudamericanas participantes, el equipo local y Uruguay, este último se llevó la copa y la clasificación al II Campeonato Mundial de Rugby Juvenil que se disputó en Japón al año siguiente. Los partidos se llevaron a cabo en la cancha del club Stade Francais y en el Estadio San Carlos de Apoquindo.

## Equipos participantes
| - Selección juvenil de rugby de Chile - Selección juvenil de rugby de Islas Cook - Selección juvenil de rugby de Namibia - Selección juvenil de rugby de Rumania | - Selección juvenil de rugby de Corea del Sur - Selección juvenil de rugby de Georgia - Selección juvenil de rugby de Jamaica - Selección juvenil de rugby de Uruguay |

## Grupo A

### Posiciones[4]
| Pos. | Equipo     | Encuentros | Encuentros | Encuentros | Encuentros | Tantos  | Tantos    | Tantos     | Puntos Bonus | Puntos Totales |
| Pos. | Equipo     | jugados    | ganados    | empatados  | perdidos   | a favor | en contra | diferencia | Puntos Bonus | Puntos Totales |
| ---- | ---------- | ---------- | ---------- | ---------- | ---------- | ------- | --------- | ---------- | ------------ | -------------- |
| 1    | Chile      | 3          | 3          | 0          | 0          | 67      | 19        | + 48       | 1            | 13             |
| 2    | Rumania    | 3          | 2          | 0          | 1          | 77      | 47        | + 30       | 2            | 10             |
| 3    | Namibia    | 3          | 1          | 0          | 2          | 57      | 62        | - 5        | 2            | 6              |
| 4    | Islas Cook | 3          | 0          | 0          | 3          | 31      | 104       | - 73       | 0            | 0              |

Nota: Se otorgan 4 puntos al equipo que gane un partido y 2 al que empate
Puntos Bonus: 1 punto por convertir 4 tries o más en un partido y 1 al equipo que pierda por no más de 7 tantos de diferencia
|  | Juega por el 1º puesto |

|  | Juega por el 3º puesto |

|  | Juega por el 5º puesto |

|  | Juega por el 7º puesto |

### Resultados

#### Primera fecha
| 15 de abril | Rumania | 28 - 26 | Namibia | Stade Français, |  |
|             |         | Reporte |         |                 |  |

| 15 de abril | Chile | 33 - 10 | Islas Cook | Stade Français, |  |
|             |       | Reporte |            |                 |  |

#### Segunda fecha
| 19 de abril | Rumania | 46 - 7  | Islas Cook | Estadio San Carlos, |  |
|             |         | Reporte |            |                     |  |

| 19 de abril | Chile | 20 - 6  | Namibia | Estadio San Carlos, |  |
|             |       | Reporte |         |                     |  |

#### Tercera fecha
| 23 de abril | Namibia | 25 - 14 | Islas Cook | Estadio San Carlos, |  |
|             |         | Reporte |            |                     |  |

| 23 de abril | Chile | 14 - 3  | Rumania | Stade Français, |  |
|             |       | Reporte |         |                 |  |

## Grupo B

### Posiciones
| Pos. | Equipo        | Encuentros | Encuentros | Encuentros | Encuentros | Tantos  | Tantos    | Tantos     | Puntos Bonus | Puntos Totales |
| Pos. | Equipo        | jugados    | ganados    | empatados  | perdidos   | a favor | en contra | diferencia | Puntos Bonus | Puntos Totales |
| ---- | ------------- | ---------- | ---------- | ---------- | ---------- | ------- | --------- | ---------- | ------------ | -------------- |
| 1    | Uruguay       | 3          | 3          | 0          | 0          | 169     | 24        | + 145      | 2            | 14             |
| 2    | Georgia       | 3          | 2          | 0          | 1          | 156     | 54        | + 102      | 3            | 11             |
| 3    | Corea del Sur | 3          | 1          | 0          | 2          | 94      | 134       | - 40       | 2            | 6              |
| 4    | Jamaica       | 3          | 0          | 0          | 3          | 20      | 227       | - 207      | 0            | 0              |

Nota: Se otorgan 4 puntos al equipo que gane un partido y 2 al que empate
Puntos Bonus: 1 punto por convertir 4 tries o más en un partido y 1 al equipo que pierda por no más de 7 tantos de diferencia
|  | Juega por el 1º puesto |

|  | Juega por el 3º puesto |

|  | Juega por el 5º puesto |

|  | Juega por el 7º puesto |

### Resultados

#### Primera fecha
| 15 de abril | Georgia | 90 - 3  | Jamaica | Estadio San Carlos, |  |
|             |         | Reporte |         |                     |  |

| 15 de abril | Uruguay | 67 - 8  | Corea del Sur | Estadio San Carlos, |  |
|             |         | Reporte |               |                     |  |

#### Segunda fecha
| 19 de abril | Georgia | 50 - 31 | Corea del Sur | Stade Français, |  |
|             |         | Reporte |               |                 |  |

| 19 de abril | Uruguay | 82 - 0  | Jamaica | Stade Français, |  |
|             |         | Reporte |         |                 |  |

#### Tercera fecha
| 23 de abril | Corea del Sur | 55 - 17 | Jamaica | Estadio San Carlos, |  |
|             |               | Reporte |         |                     |  |

| 23 de abril | Georgia | 16 - 20 | Uruguay | Stade Français, |  |
|             |         | Reporte |         |                 |  |

## Finales[5]

### 7º puesto
| 27 de abril | Islas Cook | 54 - 15 | Jamaica | Stade Français, |  |
|             |            | Reporte |         |                 |  |

### 5º puesto
| 27 de abril | Namibia | 36 - 29 | Corea del Sur | Stade Français, |  |
|             |         | Reporte |               |                 |  |

### 3º puesto
| 27 de abril | Rumania | 10 - 34 | Georgia | Stade Français, |  |
|             |         | Reporte |         |                 |  |

### 1º puesto
| 27 de abril | Chile | 8 - 20  | Uruguay | Stade Français, |  |
|             |       | Reporte |         |                 |  |

| Bandera de Uruguay |
| Campeón Uruguay    |
| Primer título      |

## Posiciones finales
| Posición | Selección     |
| -------- | ------------- |
| 1        | Uruguay       |
| 2        | Chile         |
| 3        | Georgia       |
| 4        | Rumania       |
| 5        | Namibia       |
| 6        | Corea del Sur |
| 7        | Islas Cook    |
| 8        | Jamaica       |